# Matteo Ciacci
Matteo Ciacci (* 5. Mai 1990 in Borgo Maggiore) ist ein san-marinesischer Politiker.
Matteo Giacci studierte Jura an der Universität Urbino. Er ist bei der Partei Civico 10 angestellt und für die Öffentlichkeitsarbeit verantwortlich.
Ciacci gehört zu den Gründern des Movimento Civuico 10, von 2009 bis 2014 war er Mitglied des Gemeinderats (Giunta di Castello) von 
Città di San Marino. 2013 wurde Ciacci in Kommission für Jugendpolitik des Parlaments gewählt. 2016 zog er für Civico 10 ins san-marinesische Parlament, den Consiglio Grande e Generale ein. Er ist Fraktionsvorsitzender seiner Partei und gehört dem Finanz- und Gesundheitsausschuss, der Antimafiakommission sowie dem Consiglio dei XII an. Von 2013 bis 2017 war er Coordinatore des Civico 10. Er wurde gemeinsam mit Stefano Palmieri zum Capitano Reggente, dem Staatsoberhaupt von San Marino, für die Periode von 1. April bis 1. Oktober 2018 gewählt.
Matteo Giacci war sportlicher Leiter des Fußballklubs Fiorentino Calcio und ist mit seiner Fraktionskollegin Valentina Bollini verlobt.